# Propagatie (radio)
Propagatie ofwel voortplanting van radiogolven bepaalt welk pad radiosignalen afleggen van zender naar ontvanger. In het bijzonder wordt de term in de radiotechniek gebruikt om niet-rechtlijnige manieren van voortplantingen van radiogolven aan te geven.
In het luchtledige gebeurt de voortplanting rechtlijnig. Vergelijk dit met een zichtlijnverbinding. Hierbij bevindt zicht geen voorwerp tussen zender en ontvanger, met andere woorden: ze kunnen elkaar zien. Aangezien de aarde rond is, zal een zender vanaf een bepaalde afstand achter de horizon van de ontvanger verdwijnen. Ook achter de horizon kan in bepaalde gevallen een zender ontvangen worden, en het is juist voor die gevallen dat de term propagatie wordt gebruikt. Meestal gaat het dan om reflectie van het radiosignaal in de ionosfeer.
Er zijn diverse factoren die de propagatie beïnvloeden, gezamenlijk de condities genoemd:
1. elektrisch geladen lagen in de ionosfeer en daarmee samenhangend de zonnestand en de klimaatzones
2. poollicht
3. hemellichamen
4. atmosferische omstandigheden = het weer

Propagatie verschilt bovendien per golflengte dus per frequentie. De toekenning van radio-omroepbanden door de WARC aan radio- en televisiestations, radioamateurs en communicatiesatellieten en van het toegestane frequentiebereik van elektrische apparatuur houdt rekening met de propagatieverschijnselen in het algemeen en die ter plekke.

## Absorptie van het radiosignaal
Slechts een klein deel van het vermogen dat een zender aan een signaal meegeeft bereikt de ontvanger. Allereerst wordt bij toenemende afstand het vermogen verdeeld over een grotere oppervlakte, waardoor het ontvangen vermogen snel afneemt. Daarnaast worden radiogolven geabsorbeerd door ieder voorwerp. Het is dus van belang voldoende vermogen te gebruiken om deze twee factoren te overwinnen.
De absorptie wordt groter naarmate de radiofrequentie toe- en dus de golflengte afneemt. Heel laagfrequente golven in de zogenaamde ULF-band hebben er het minst last van. Omdat ze zelfs enkele tientallen meters onderwater nog te ontvangen zijn, worden ze ingezet om onderzeeërs te bereiken. Daarnaast worden bepaalde frequenties (in het bijzonder zeer hoge frequenties) geabsorbeerd door de atmosfeer.

## Propagatie via de ionosfeer
De ionosfeer wordt over het algemeen opgedeeld in drie, soms vier lagen.

### D-laag
De D-laag is de onderste laag en valt ongeveer samen met de mesosfeer. Deze laag absorbeert de radiostraling meer dan het reflecteert. Radiosignalen met een frequentie van 30 tot 300 kilohertz (kHz) (de lange golf) en ten dele ook de middengolfsignalen worden door deze laag weerkaatst. Daar deze laag het dichtst bij de aarde ligt worden de radiogolven over ongeveer duizend kilometer verspreid door deze weerkaatsing. 's Nachts valt de D-laag geheel weg waardoor de ontvangst op grotere afstand mogelijk wordt. De hoger gelegen E-laag neemt de functie dan over.

### E-laag
De E-laag (ook wel: Kennelly-Heavisideband) is de middelste laag en valt samen met het onderste deel van de thermosfeer. De radiogolven met een frequentie van 300 kHz tot 3 megahertz (MHz) worden honderden kilometers ver (middengolf en visserijband) en nog verder (tropenband en korte golf) weerkaatst. 's Nachts verandert de geladenheid van de E-laag waardoor ineens signalen van verder weg beter ontvangen kunnen worden, die van dichtbij echter slechter.
| Laag | Hoogte           | Opmerking                                                 |
| ---- | ---------------- | --------------------------------------------------------- |
| D    | ca. 60 – 80 km   | overdag aanwezig, ionisatie overeenkomstig met zonnestand |
| E    | ca. 100 – 130 km | overdag aanwezig, ionisatie overeenkomstig met zonnestand |
| Es   | ca. 100 km       | treedt sporadisch in de zomer op                          |
| F1   | ca. 200 km       | overdag aanwezig, versmelt 's nachts met de F2-laag       |
| F2   | ca. 250 – 400 km | overdag en 's nachts aanwezig                             |

Op een hoogte van 90 tot 120 km treedt sporadisch Es-laagreflectie (sporadic E) op. Deze treedt op willekeurige tijden, in Midden-Europa meestal overdag in de zomermaanden (ook in de wintermaanden) op en ontstaat als verschillende fysieke processen tegelijk optreden. Het wordt vermoed dat sporen van ioniserende gassen uit in de atmosfeer verbrandende meteorieten bijdragen aan het ontstaan van deze laag. Als de ionisatie in de Es-laag te sterk wordt dan kunnen de korte golven niet meer bij de F2-laag raken en daar teruggekaatst worden. Dit kan tijdelijk een volledige verstoring van signalen in de hele kortegolfband veroorzaken. Deze als Mögel-Dellingereffect bekende toestand wordt ook het dode vierde uur genoemd. In de ultrakorte golf (de FM-band) kan tijdelijk ontvangst ver buiten het normale bereik voorkomen doordat ultrakorte golven door de Es-laag gereflecteerd worden.
Aangezien de mate van ionisatie van de ionosfeer verandert met de zonnestand en deze per seizoen en per breedtegraad verschilt is de voor intercontinentale communicatie bestemde korte golf verdeeld in:
- de tropenbanden. Deze banden worden om verderop genoemde redenen door radiozenders in de tropen gebruikt.
- wereldwijde banden.

### F-laag
De meest reflecterende laag en dus verantwoordelijk voor de mogelijkheid om voorbij de horizon toch radiosignalen te ontvangen is de F-laag. Deze laag is dikker als de straling van de zon er overdag mee in aanraking komt, en is in de winter dunner dan in de zomer. Daarnaast wordt bij daglicht de F-laag in twee delen gescheiden; de F1- en F2-laag. De F1-laag is overdag aanwezig, 's nachts niet. De F-laag reflecteert en heeft daardoor invloed op de ontvangst van korte golfsignalen: 's nachts zal de ontvangst van verder gelegen radiostations beter zijn dan overdag.

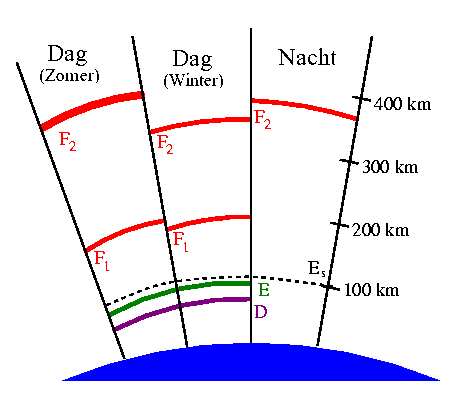
Opbouw van de ionosfeerlagen in afhankelijkheid van het uur en seizoen

Aangezien de dag- en nachtlengte per seizoen varieert variëren de propagatieverschijnselen met de seizoenen mee.
Aangezien de weerkaatsing van radiogolven kan veroorzaken dat een signaal uiteenvalt in meerdere golven die ongelijktijdig ontvangen worden, kan de ontvangststerkte gaan verschillen en treedt fading op, een dopplereffect.

## Poollicht
Tijdens uitbarstingen van de zon (de zogenaamde zonnevlammen en -vlekken tijdens een zonnestorm) dringen geladen zonnedeeltjes de aardatmosfeer binnen en veroorzaken een verstoring van zowel het aardmagnetisch veld als van de ionosfeer. Tijdens zonne-uitbarstingen valt de ontvangst van de korte golf geheel weg.

## Hemellichamen
Een meteorietenzwerm kan propagatieverschijnselen teweegbrengen die gelijken op de veranderingen in veldsterkte (dus de ontvangststerkte van de radiosignalen) als gevolg van de absorptie door aardse voorwerpen.
Vliegtuigen lijken een FM-uitzending soms mee te zuigen, zoals velen die onder de aanvlieg- of opstijgroutes van vliegvelden wonen zullen herkennen. Radiosignalen worden door het aluminium vliegtuig weerkaatst waardoor een soort van fading ontstaat. Dit is in feite een dopplereffect: de weerkaatste radiosignalen komen niet allemaal gelijktijdig aan.
De maan wordt bij radio-uitzendingen op SHF-banden door radioamateurs gebruikt voor het zogenaamde moonbouncing: men zendt met een richtantenne radiosignalen onder een tevoren berekende hoek naar de maan en bereikt zodoende met een zwak radiosignaal van een kwetsbare radiofrequentie toch een ontvanger op een bij normale radio-uitzending onbereikbare afstand.

## Fysieke geografische omstandigheden
De mate van absorptie door de aarde wordt meebepaald door het reliëf: in een vlak landschap staan minder obstakels die de radiosignalen absorberen of weerkaatsen. Een wateroppervlak absorbeert ook minder: water geleidt elektriciteit en dus ook elektromagnetische straling beter dan aarde.
Ook de plek van de zender ten opzichte van de ontvanger kan een rol spelen. Dichtbij wordt gebruik gemaakt van de zichtlijn. Veraf kan gebruik worden gemaakt van de reflecties van de ionosfeer. Hiertussenin kan de ontvangst echter onmogelijk zijn. Deze minimale afstand heet de skipdistance.

## Grondgolfpropagatie
Middengolf en lagere frequenties kunnen van grondgolfpropagatie gebruikmaken. Doordat deze golven aan de grond een lagere snelheid hebben dan op enkele kilometers hoogte, buigen de golven met het aardoppervlak mee. Hierdoor is het bereik van zenders op de middengolf en lagere frequenties veel groter dan verwacht mag worden op grond van de zichtlijn. De condities om grondgolfpropagatie te hebben zijn echter niet altijd aanwezig.

## Golfpijppropagatie
Bij nog lagere frequenties, zoals in de VLF, ULF, SLF en ELF banden, zijn de golflengtes zo groot dat er minder dan 1 golflengte past tussen het aardoppervlakte en de ionosfeer. Hierdoor ontstaat een golfpijp, die de radiogolven nog verder kan laten reiken.

## Atmosferische omstandigheden
Het weer heeft enkele verrassingen in petto voor radio-ontvangst. Per golfbereiken zijn het:
- (middengolf): bliksem veroorzaakt een elektromagnetisch veld, hetgeen tot op een afstand van 100 km als een knetterend geluid te horen is. Vanwege het vele onweer in de tropen zenden radiostations daar niet op de middengolf maar op de tropenbanden uit.
- (ultrakorte golf): Temperatuurinversies veroorzaken een verschil in propagatie vanwege het verschil in luchtsoort waarbij de mate van elektrische geleiding verandert, veroorzaakt door:
  - grondinversies als gevolg van mist of nevel
  - hogedrukinversie als gevolg van dalende luchtbewegingen in een hogedrukgebied, die botsen op stijgende warme lucht vanaf het warme aardoppervlak
  - frontinversie bij een passage van front.

DX-ers (luisteramateurs) bestuderen de propagatieverschijnselen en rapporteren deze door middel van QSL-kaarten en e-mailberichten naar de zendstations. Dat gebeurt standaard met behulp van de RST-code. De voorloper van deze code is de SINPO-code. In deze code wordt de propagatie (P) aangegeven met een waarderingstal van 1 (zeer slecht) tot en met 5 (geen verstoring).